# Les Rallizes Dénudés
Les Rallizes Dénudés (jap. 裸のラリーズ, Hadaka no Rarīzu für Rallizes) waren eine einflussreiche, wenn auch sehr öffentlichkeitsscheue japanische Avantgarde-Rockband. Ursprünglich begannen sie 1962 als Musiktheater-Truppe, bevor sie 1967 als Band zusammenfanden.
Sie waren bekannt für ihre Beziehungen zu Avantgarde-Theatergruppen (wie sie z. B. durch Shuji Terayamas Truppe verkörpert wurde) und für ihre extremen Live-Shows. Zu ihren stärksten musikalischen Einflüssen zählt die Band Velvet Underground. Der Stil der Band war von simplen, repetitiven Bassläufen, kreischenden Gitarren-Feedbacks und Folk-Arrangements geprägt. Die Band hat sich außerdem mit linksradikalen politischen Zielen identifiziert und war in diesen Zusammenhängen an Demonstrationen gegen den Vietnamkrieg und an der Besetzung der Universität Kyōto 1969 beteiligt. 1970 war der ursprüngliche Bass-Spieler der Band, Moriaki Wakabayashi, an der Entführung eines japanischen Flugzeuges durch die Japanische Rote Armee beteiligt. Dem Sänger Takashi Mizutani wurde ebenfalls angeboten, sich zu beteiligen, dieser lehnte jedoch ab.
Die Band absolvierte ihren letzten Auftritt im Oktober 1996.

## Rezeption
Die Band gilt allgemein als eine der einflussreichsten japanischen Psychedelic-Bands.

## Diskografie (Auswahl)
- Oz Days Live (2xLP, Oz, 1973)
- ’67-’69 Studio et Live (CD, Rivista, 1991)
- Mizutani/Les Rallizes Dénudés (CD, Rivista, 1991)
- ’77 Live (2xCD, Rivista, 1991)
- Les Rallizes Dénudés (Video, Ethan Mousiké, 1992)
- Etcetera vol 2. (7" single + magazine, 1996)
- Mars Studio 1980 (3xCDr, Univive)
- Double Heads (6xCDr, Univive)
- Laid Down ’76 (4xCDr, Univive)
- Laid Down ’76 Again (CDr, Univive)
- One More Night Tripper (5xCDr, Univive)
- Great White Wonder (4xCDr, Univive)
- Double Heads September (CD, Univive)
- Cradle Saloon ’78 (4xCDr, Univive)
- End Of Heavy Groove (2xCD, Univive)
- Cable Hogue Soundtrack (2xCDr, Univive)
- Critical Trip (2xCD, Univive)
- Wild Trip In The West (3xCD, Univive)
- Tripical Midbooster – Winter 1981-1982 (4xCDr, Univive)
- Back To Black Mandara (3xCD, Univive)
- Wild Trips (5xCD, Univive)
- Naked Diza Star (3xCD, Univive)
- Mizutani 2 With Association Love Songs (3xCD, Univive)
- Neu Products Era (4xCD, Univive)
- Volcanic Performance (4xCD, Univive)
- Metal Machine Music ’82 (DVD, Copy Prot., NTSC, Univive)
- 1994 Live Final Era (DVD, Copy Prot., NTSC, Univive)